# Сто и одна ночь Симона Синема
«Сто и одна ночь Симона Синема» (фр. Les Cent et une nuits de Simon Cinema) — кинокомедия режиссёра Аньес Варда, посвящённая столетнему юбилею кинематографа.
После этого фильма исполнивший небольшое камео Клинт Иствуд перестал сниматься в фильмах других режиссёров и стал играть только в тех картинах, которые сам режиссировал. Исключение было лишь однажды — фильм «Кручёный мяч» 2012 года.

## Сюжет
Симон Синема — столетний аристократ и бонвиван, коротающий последние дни на своей шикарной вилле. Вся его жизнь посвящена кинематографу. Симону довелось быть и актёром, и режиссёром, и продюсером; он на короткой ноге буквально со всеми звёздами американского и европейского кино. Он считает себя киноманом, и нанимает молодую и симпатичную кино специалистку и студентку Камиллу (Жюли Гайе), чтобы та оживила его слабеющую память и рассказала ему истории о снятых им фильмах. Истории оживают и приходят в дом героями, сошедшими с экрана.
Камилла между тем вынашивает коварный план. Вилла старика сверху донизу заполнена раритетами: афишами, фотографиями, билетами. Она собирается украсть и продать часть этих богатств — тем самым собрать денег на новый фильм своего друга. В концовке две сюжетные линии объединяются. Старый актёр решает сыграть роль в новой картине.
Сюжет как таковой имеет второстепенное значение. Фильм наполняет множество цитат, аллюзий и пародий на шедевры кино. В одной из центральных сцен Марчелло Мастроянни и Мишель Пикколи в своём споре отсылают зрителя к картинам «8 ½» и «Презрение», соответственно, пытаясь разобраться, кто у кого из мэтров (Феллини и Годар) позаимствовал идеи.

## В ролях
- Мишель Пикколи — Симон Синема
- Марчелло Мастроянни — итальянский друг
- Анри Гарсен — Фирмин, мажордом
- Жюли Гайе — Камилла Мирали
- Матьё Деми — Камилла
- Эмманюэль Саленже — Винсент
- Анук Эме — Анук
- Фанни Ардан — звезда, приходящая ночью
- Жан-Поль Бельмондо — профессор Бебель
- Романа Боренже
- Сандрин Боннер
- Жан-Клод Бриали — японский гид
- Патрик Брюэль — первый оратор
- Ален Делон — камео
- Катрин Денёв — фантастическая звезда
- Роберт Де Ниро
- Жерар Депардьё — камео
- Харрисон Форд — камео
- Джина Лоллобриджида — жена профессора Бебеля
- Жанна Моро
- Джейн Биркин
- Клинт Иствуд — камео
- Леонардо Ди Каприо — начинающий актёр
- Ариэль Домбаль
- Стивен Дорфф — голливудский актер
- Даниэль Отёй — камео
- Франсуаза Арнуль

## Премии и номинации
- 1995 — фильм участник конкурсного показа Берлинского кинофестиваля